# フセヴォロド・スヴャトスラヴィチ (トルブチェフスク公)
フセヴォロド・スヴャトスラヴィチ（ロシア語: Всеволод Святославич、? - 1196年）は、チェルニゴフ公スヴャトスラフ・オリゴヴィチの子。トルブチェフスク公・クルスク公（在位：1164年 - 1196年）。『イーゴリ軍記』中ではブイ・トゥル（ロシア語: Буй-Тур。日本語訳：荒れ牛、猛牛。）という異名を付され、戦場でのその奮迅を賞賛されている。

## 生涯
フセヴォロドの年代記上の初出は1160年の、父のスヴャトスラフがキエフ大公ロスチスラフに捕らえられた際の記述においてである。おそらく1164年にクルスク公となった。1169年にキエフ大公ムスチスラフの指揮するポロヴェツ族への遠征軍に参加した。1175年、兄のオレグと共にスタロドゥーブへ向かった。オレグはフセヴォロドに、自身の所有地の中から分領地を贈った。
リューベチ諸公会議の後の1180年、チェルニゴフ公（兼キエフ大公）スヴャトスラフ(ru)と共にウラジーミル大公フセヴォロドの元へ行き、ヴレナ川でリャザン公国の公たちを追い払った。その後チェルニゴフへと帰還し、1183年にもう一人の兄のイーゴリと共にヒリヤ川（ホロール川）へのポロヴェツ族に対する遠征に向かい、勝利した。
『イパーチー年代記』の1185年の頁では、デスナ川中流域の都市・トルベツク（トルブチェフスク）を領するトルブチェフスク公として言及されている。一方、『イーゴリ軍記』においてはクルスク公となっており、おそらくこの時にはクルスクとトルプチェフスクとを両有していたと思われる。いずれにせよ、1185年にポロヴェツ族への遠征を行ったフセヴォロド、兄イーゴリ、甥ウラジーミルらはポロヴェツ族に敗北し、捕虜となった。フセヴォロドと甥のウラジーミルがルーシに帰還したのは1187年のことである。1191年に、イーゴリと共に再びポロヴェツ族への遠征を行ったが、戦闘には至らず帰還した。
1194年、キエフ大公スヴャトスラフ(ru)の招集によるロゴヴォ諸公会議の決定に従い、フセヴォロドは領土争いの解決のためにリャザンへ行く準備を整えていた。しかしチェルニゴフ領域の公たちはフセヴォロドの決定に猛反発し、フセヴォロドは自領に留まった。
1196年、チェルニゴフで急死した。年代記には、フセヴォロドはオレグ家(ru)の全てに比して別格であり、威風堂々たる風貌と、慕わしい愛嬌を有していたという主旨の記述がある。

## 妻子
妻はペレヤスラヴリ公グレプの娘・オリガ。子としてスヴャトスラフが挙げられるが、子孫に関する史料には矛盾もある。